# Championnats d'Azerbaïdjan de cyclisme sur route
Les championnats d'Azerbaïdjan de cyclisme sur route sont organisés tous les ans.

## Podiums des championnats masculins

### Course en ligne
| Année | Vainqueur             | Deuxième         | Troisième        |
| ----- | --------------------- | ---------------- | ---------------- |
| 2012  | Oleksandr Surutkovych | Elchin Asadov    | Tural Isgandarov |
| 2013  | Samir Jabrayilov      | Tural Isgandarov | Elchin Asadov    |
| 2014  | Elchin Asadov         | Tural Isgandarov | Samir Jabrayilov |
| 2015  | Maksym Averin         | Elchin Asadov    | Samir Jabrayilov |
| 2016  | Maksym Averin         | Samir Jabrayilov | Elchin Asadov    |
| 2017  | Elgün Alizada,        | Musa Mikayilzade | Elchin Asadov    |
| 2018  | Kirill Pozdnyakov     | Samir Jabrayilov | Elchin Asadov    |
| 2019  | Elchin Asadov         | Samir Jabrayilov | Musa Mikayilzade |
| 2020  | Pas organisé          | Pas organisé     | Pas organisé     |
| 2021  | Musa Mikayilzade      | Samir Jabrayilov | Shahin Eyvazov   |
| 2022  | Elchin Asadov         | Musa Mikayilzade | Mahmud Mammadov  |
| 2023  | Ali Gurbianov         | Musa Mikayilzade | Samir Jabrayilov |
| 2024  | Musa Mikayilzade      | Mahmud Nevzat    | Yusif Ismayilov  |
| 2025  | Musa Mikayilzade      | Tural Israfilov  | Nofal Nuriyev    |

Multi-titrés
- 3 : Elchin Asadov, Musa Mikayilzade
- 2 : Maksym Averin

### Contre-la-montre
| Année | Vainqueur        | Deuxième         | Troisième         |
| ----- | ---------------- | ---------------- | ----------------- |
| 2012  | Elchin Asadov    | Tural Isgandarov | Ruslan Mustafayev |
| 2013  | Elchin Asadov    | Tural Isgandarov | Agshin Ismaylov   |
| 2014  | Elchin Asadov    | Samir Jabrayilov | Tural Isgandarov  |
| 2015  | Maksym Averin    | Elchin Asadov    | Samir Jabrayilov  |
| 2016  | Elchin Asadov    | Maksym Averin    | Samir Jabrayilov  |
| 2017  | Elchin Asadov    | Elgün Alizada    | Samir Jabrayilov  |
| 2018  | Elchin Asadov    | Musa Mikayilzade | Elgün Alizada     |
| 2019  | Elchin Asadov    | Samir Jabrayilov | Musa Mikayilzade  |
| 2020  | Pas organisé     | Pas organisé     | Pas organisé      |
| 2021  | Musa Mikayilzade | Samir Jabrayilov | Amral Abdulazizli |
| 2022  | Elchin Asadov    | Musa Mikayilzade | Elgün Alizada     |
| 2023  | Samir Jabrayilov | Musa Mikayilzade | Elgün Alizada     |
| 2024  | Musa Mikayilzade | Yusif Ismayilov  | Mahmud Nevzat     |
| 2025  | Musa Mikayilzade | Tural Israfilov  | Nofal Nuriyev     |

Multi-titrés
- 8 : Elchin Asadov
- 2 : Musa Mikayilzade

## Podiums des championnats féminins

### Course en ligne
| Année | Vainqueur          | Deuxième           | Troisième           |
| ----- | ------------------ | ------------------ | ------------------- |
| 2012  | Elena Tchalykh     | Elnara Musayeva    | Shabnam Maharramova |
| 2015  | Olena Pavlukhina   | Ulfet Nazarli      | Sevil Azizova       |
| 2016  | Olena Pavlukhina   | Ulfet Nazarli      | Sevil Azizova       |
| 2017  | Olena Pavlukhina   | Ulfet Nazarli      | Rinata Abdullayeva  |
| 2018  | Olena Pavlukhina   | Rinata Abdullayeva | Ulfet Nazarli       |
| 2019  |                    |                    |                     |
| 2020  |                    |                    |                     |
| 2021  | Ayan Khankishiyeva | Natavan Valiyeva   | Maleyka Isgandarova |
| 2022  |                    |                    |                     |
| 2023  |                    |                    |                     |
| 2024  |                    |                    |                     |

### Contre-la-montre
| Année | Vainqueur           | Deuxième          | Troisième           |
| ----- | ------------------- | ----------------- | ------------------- |
| 2012  | Elena Tchalykh      | Elnara Musayeva   | Jalala Osmanly      |
| 2015  | Olena Pavlukhina    | Ulfet Nazarli     | Shalale Safarli     |
| 2016  | Olena Pavlukhina    | Ulfet Nazarli     | Sevil Azizova       |
| 2017  | Olena Pavlukhina    | Ulfet Nazarli     | Fatima Abdullayeva  |
| 2018  | Olena Pavlukhina    | Ulfet Nazarli     | Rinata Abdullayeva  |
| 2019  |                     |                   |                     |
| 2020  |                     |                   |                     |
| 2021  | Ayan Khankishiyeva  | Natavan Valiyeva  | Maleyka Isgandarova |
| 2022  |                     |                   |                     |
| 2023  | Viktoriya Sidorenko | Maryam Afganzadeh | Radha Sabanova      |
| 2024  |                     |                   |                     |